# Termit (pirotechnika)

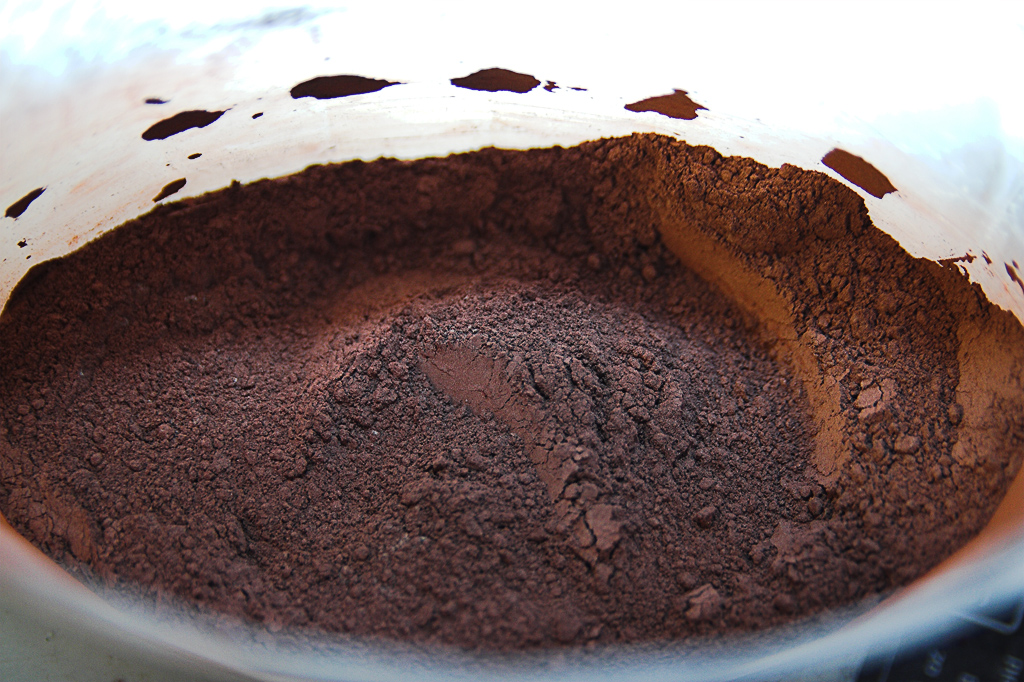
Termit zawierający tlenek żelaza(III)

Termit (termit Goldschmidta, thermit, termat, ferrmit) – mieszanina złożona ze sproszkowanego glinu i tlenku żelaza w proporcjach stechiometrycznych. W niektórych odmianach termitu zamiast tlenków żelaza stosowane są też tlenki innych metali.
Termit wynalazł w 1893 roku niemiecki chemik Hans Goldschmidt. Początkowo był stosowany jako paliwo do produkcji czystych metali bez konieczności użycia węgla, lecz szybko został wykorzystany także na potrzeby spawalnictwa.

## Zasada działania
Termit ulega silnie egzotermicznej reakcji redoks, w której glin gwałtownie redukuje tlenki metali (→ aluminotermia), czemu towarzyszy jedna z najwyższych temperatur uzyskiwanych w procesach przemysłowych (ok. 3000 °C, a w obecności materiałów zwiększających temperaturę nawet 3800 °C) i intensywne świecenie. Produktem reakcji jest tlenek glinu oraz płynne żelazo. Reakcja ta jest określana w przemyśle mianem reakcji termitowej. Nazwa samej substancji termit wywodzi się od nazwy reakcji egzotermicznej.
Reakcja termitowa może rozpocząć się samoistnie, co zmusza do prowadzenia ścisłej kontroli użycia proszku aluminiowego w zakładach przemysłu ciężkiego. Najczęściej trzeba jednak do niej doprowadzić przez wcześniejsze podgrzanie termitu do temperatury zapłonu (powyżej 1000 °C). W tym celu najczęściej stosuje się inicjator z magnezu, potasu, siarki lub różnych soli utleniających (np. saletr). Przykładem reakcji inicjującej jest reakcja z użyciem tlenku manganu(IV) i magnezu:
MnO2 + 2Mg → Mn + 2MgO + energia

## Termaty
Mianem termatu określa się termit zmieszany z innymi substancjami w celu zmiany przebiegu reakcji termitowej. Celem domieszkowania jest m.in. podwyższenie temperatury reakcji, skrócenie lub wydłużenie czasu jej trwania, a najczęściej ułatwienie zapoczątkowania reakcji przez obniżenie temperatury zapłonu.
Najczęściej w składzie termatów występuje sproszkowany stop glinu z magnezem, co przyśpiesza reakcję, oraz inicjator (np. miesza się termit z siarką, magnezem, saletrami).

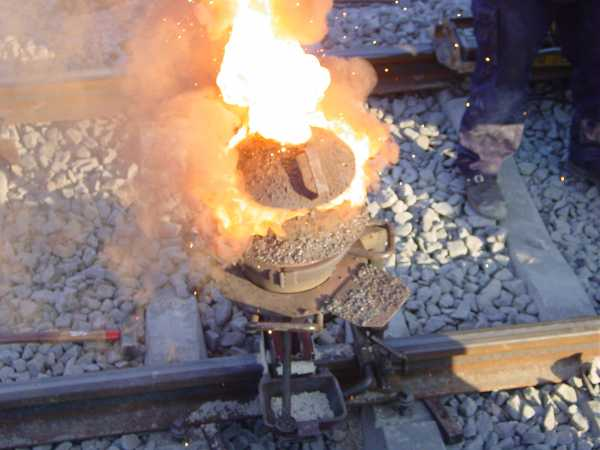
Spawanie szyn za pomocą termitu

## Zastosowania cywilne
Termity są stosowane między innymi jako środki spawalnicze do spawania rur i szyn kolejowych. Dzięki temu, że spawanie z użyciem termitu wypełnia metalem wewnętrzne powierzchnie styku, jest on bardzo wytrzymały, odporny na korozję i dobrze przewodzi prąd elektryczny. Może być także wykorzystywany do przecinania lub spawania stali, np. szyn kolejowych, bez potrzeby użycia ciężkiego sprzętu.
Innym częstym obszarem zastosowań jest hutnictwo, gdzie używa się go w tzw. procesie termitowym prowadzącym do uzyskiwania czystych metali z ich rud. Przykładem takiego procesu była opracowana na potrzeby projektu Manhattan metoda uzyskiwania znacznych ilości czystego uranu.
Jeśli termit został zrobiony z tlenku żelaza(III), dla maksymalnej efektywności powinien zawierać masowo 25,3% aluminium i 74,7% tlenku żelaza. Reakcja spalania tej mieszaniny wygląda następująco:
Fe2O3 + 2Al → Al2O3 + 2Fe;    ΔH = −848 kJ/mol
Gdy termit jest natomiast sporządzony z użyciem tlenku żelazowo-żelazawego (FeO·Fe2O3), optymalne proporcje wynoszą 23,7% aluminium oraz 76,3% tlenku. Reakcja przebiega według równania:
3Fe3O4 + 8Al → 4Al2O3 + 9Fe;    ΔH = −3393 kJ/mol

## Zastosowanie w wojsku
Stosowany jako środek bojowy należy do mas pirotechnicznych zapalających, a używa się go jako wkładu w granatach ręcznych lub magnetycznych. Używane w przypadkach, gdy konieczne jest szybkie zniszczenie przedmiotów oraz innego wyposażenia, gdy istnieje wysokie zagrożenie nagłego zdobycia ich przez siły wroga. Z powodu trudności w zapaleniu czystego termitu oraz jego małego płomienia i promienia działania, rzadko jest on używany samodzielnie. Przeważnie dodaje się różne składniki, by wzmocnić efekt zapalający. Thermate-TH3 jest mieszaniną termitu i dodatków pirotechnicznych o bardzo dobrych własnościach zapalających. Skład wagowy to 68,7% termitu, 29% azotanu baru, 2% siarki i 0,3% spoiwa. Azotan baru zwiększa temperaturę reakcji, powoduje powstanie dużego płomienia przy spalaniu i znacząco obniża temperaturę zapłonu.
Typowym zastosowaniem wojskowym termitu jest niszczenie dział bez użycia materiałów wybuchowych, a więc bez głośnej eksplozji mogącej zaalarmować wroga. Artylerię można uszkodzić termitem na kilka sposobów; można włożyć odbezpieczony granat termitowy do zamka działa i szybko go zamknąć, co spowoduje jego stopienie, oraz można wrzucić granat przez lufę lub przymocować go przy mechanizmach obrotu i podniesienia lufy, co uniemożliwi celowanie.

## Niebezpieczeństwa
Typowa reakcja termitowa przebiega niezwykle gwałtownie, czego efektem jest rozbryzgiwanie się płynnego metalu we wszystkich kierunkach. Obecność substancji o temperaturze wrzenia niższej niż temperatura reakcji termitowej może wywołać wybuch, w wyniku którego rozgrzany metal może zostać odrzucony na duże odległości. Zetknięcie wody z reagującym termitem powoduje podwójnie groźną eksplozję – następuje wybuchowe odparowanie wody i jej termiczny rozkład, a powstające w wyniku tej reakcji wodór i tlen nie łączą się od razu w reakcji spalania, lecz opuszczają strefę wysokiego ciśnienia z różnymi prędkościami. Powstający w ten sposób nadmiar wodoru spala się w pewnym oddaleniu, przyczyniając się do rozprzestrzeniania płomieni.
Reakcję należy przeprowadzać z dużą ostrożnością, w odpowiedniej odzieży ochronnej oraz w bezpiecznej odległości od ludzi i substancji palnych.